# Mathieu Montcourt
Mathieu Montcourt (4 de março de 1985 em Paris - 7 de julho de 2009 em Boulogne-Billancourt), foi um tenista profissional francês. 

## Carreira
Ocupava a posição 119, já havia chegado a 104 no ranking da ATP em simples em 22 de junho de 2009, sendo o 13 francês quando morreu, e a posição 606 em duplas, 34 francês quando morreu, havia chegado ao 314 em 30 de julho de 2007. Havia sido suspenso por 5 semanas por ter feito apostas via internet (apostou cerca de 3 mil dólares e foi multado em 12 mil dólares). A suspensão começou a ser contada a partir de 5 de julho de 2009.

## Títulos
Começou a carreira em 2002 e havia ganhado US$ 374 461 em premiações. Ganhou 3 Futures, todos em 2008:
- L'Aquila, (Itália)
- Rodez, (França)
- Bergamo, (Itália)

e 3 Challengers:
- Tampere, (Finlândia), (2008)
- Reggio Emilia, (Itália), (2008)
- Durban, (África do Sul), (2007)

Em duplas apenas 1 título (challenger),em 2006:
- Rennes,França em parceria com Gregory Carraz (FRA)

Seu último jogo havia sido na semana anterior contra Blaz Kavicic (SLO) em Rijeka (CRO) na semifinal.
Em duplas seu último jogo foi no mesmo torneio em parceria com Stephane Bohli (SUI) contra Juan Pablo Amado (ARG) e Niels Desein (BEL) pela 1 rodada.

## Morte
Foi encontrado morto na escada de seu apartamento onde morava, nos arredores de Boulogne-Billancourt, Paris, pela sua namorada. Uma fonte policial disse em 9 de julho de 2009, após uma autópsia preliminar que Mathieu sofreu uma parada cardíaca. Outros testes que podem detectar a presença de drogas ou medicamentos no corpo foram realizadas. Os resultados desses testes não foram liberadas ao público.